# 连心眉

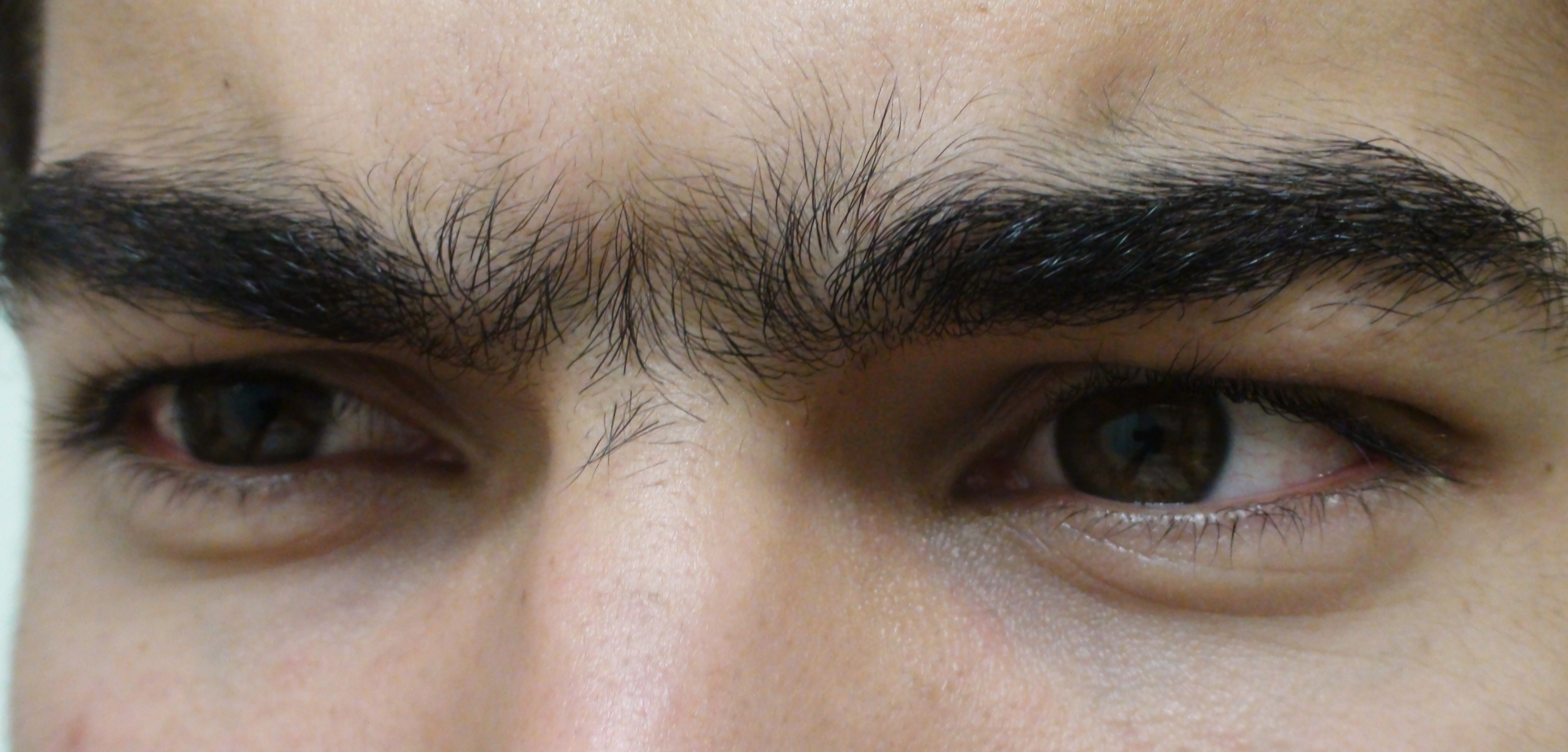
连心眉例子

连心眉或连眉指眉毛在眉心处连在一起的现象。眉心的毛发与正常眉毛无异，造成视觉上似乎是两根眉毛长成一根长长的眉毛的样子。

## 各地文化
阿曼人崇尚连心眉，认为连心眉很好看。阿曼女子在化妆时甚至会刻意为两根眉毛中间添上一道，画成连心眉的样子。研究显示，阿曼人中有11.87%的人长有连心眉。
中国魏晋时期，魏武帝创造的“仙城妆”中也涉及到连心眉，谓之“一画连心细长”。维吾尔族传统习俗认为眉毛的距离代表女子出嫁距离的远近，因此有维吾尔族女子画眉时喜欢用奥斯曼草的汁液将自己的眉毛涂成连心眉。

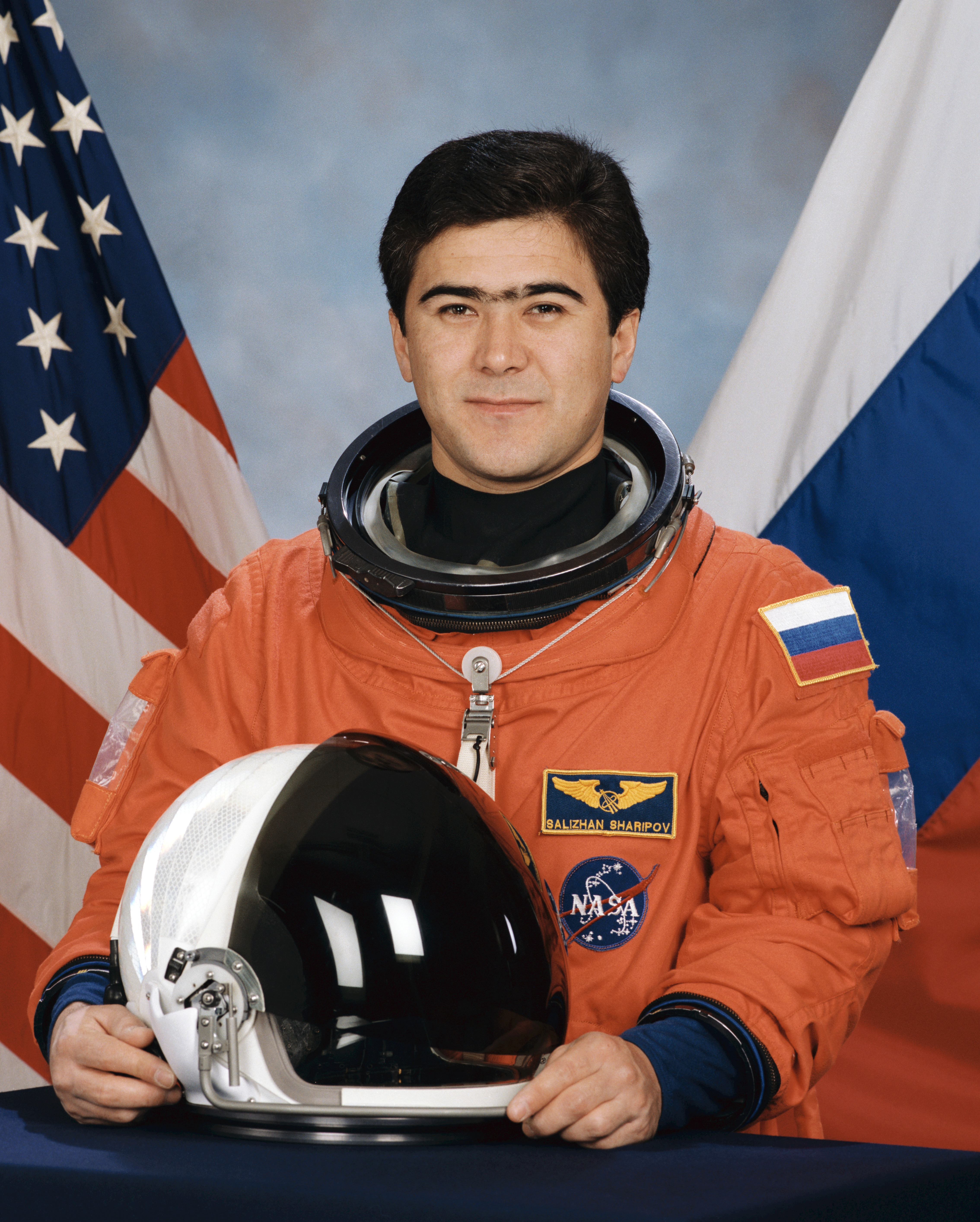
俄罗斯宇航员萨利占·沙里波夫

连心眉在欧洲与美国不讨喜，人们会刻意将该处毛发去除。

## 医学

### 基因
连心眉是由基因决定的，与PAX3基因有关。

### 病症
连心眉通常是正常的人体生理区别，但偶尔也会反映出一些病症。连心眉是德朗热综合征患者的典型特征。